# 黒沢川 (湯沢市)
黒沢川（くろさわがわ）は、秋田県湯沢市を流れる雄物川水系皆瀬川の支流である。

## 地理
国見岳山麓「大滝沢」に端を発し、「東福寺溜め池」に貯水され「黒沢川」と名を変え、国見岳山麓に沿い平野部をへて皆瀬川に流入する。

## 流域の自治体
湯沢市

## 大滝沢国有林
国見岳の山麓に広がる森林で「大滝沢国有林」として水源の森百選に指定されている。
| 山岳   | 面積(ha) | 標高(m)  | 人工林(%) | 天然林(%) | 主な樹種                           | 制限林           | 種類                               | 流量(m3/日) |
| ------ | -------- | -------- | --------- | --------- | ---------------------------------- | ---------------- | ---------------------------------- | ----------- |
| 国見岳 | 318.9    | 250～587 | 0         | 100       | ブナ・アカマツ・ホウノキ・ミズナラ | 水源かん養保安林 | 湧水源、ため池貯水（東福寺溜め池） | 259         |

旧稲川町の全ての上水道源や下流の灌漑用水源として利用されている。広葉樹林が99％を占め、古くから水源林として保全されてきたため、450種以上の植物が存在し、標高の低い場所にある天然ブナ林の植生は貴重な生態系である。また、降水量と流量を比較すると、多くの雪解け水や雨水は浸透し地下水となって山麓の力水を代表とする湧水の源となっている天然のダムでもある。
- 所在地：秋田県雄勝郡稲川町東福寺字大滝沢（データは指定年1995年（平成7年）7月）